# Seututie 544
Pour les articles homonymes, voir Route 544.
La route régionale 544 (finnois : Seututie 544) est une route régionale allant de Pajumäki à Tuusniemi jusqu'au centre de  Tuusniemi  en Finlande,,.

## Présentation
La seututie 544 est une route régionale de Savonie du Nord.